# Liste der Bodendenkmäler in Tutzing
Auf dieser Seite sind die Bodendenkmäler in der oberbayerischen Gemeinde Tutzing zusammengestellt. Diese Tabelle ist eine Teilliste der Liste der Bodendenkmäler in Bayern. Grundlage ist die Bayerische Denkmalliste, die auf Basis des Bayerischen Denkmalschutzgesetzes vom 1. Oktober 1973 erstmals erstellt wurde und seither durch das Bayerische Landesamt für Denkmalpflege geführt wird. Die folgenden Angaben ersetzen nicht die rechtsverbindliche Auskunft der Denkmalschutzbehörde.

## Bodendenkmäler der Gemeinde Tutzing

### Bodendenkmäler in der Gemarkung Machtlfing
| Lage                  | Objekt                                                           | Akten-Nr.     | Bild |
| --------------------- | ---------------------------------------------------------------- | ------------- | ---- |
| Machtlfing (Standort) | Schanze der frühen Neuzeit.                                      | D-1-8033-0054 |      |
| Machtlfing (Standort) | Abschnittsbefestigung vor- und frühgeschichtlicher Zeitstellung. | D-1-8033-0118 |      |

### Bodendenkmäler in der Gemarkung Traubing
| Lage                | Objekt | Akten-Nr.     | Bild |
| ------------------- | --- | ------------- | ---- |
| Traubing (Standort) | Grabhügel vorgeschichtlicher Zeitstellung. | D-1-8033-0100 |      |
| Traubing (Standort) | Verebneter Grabhügel mit Bestattungen Hallstattzeit, der frühen Latènezeit sowie der römischen Kaiserzeit.                                                  | D-1-8033-0101 |      |
| Traubing (Standort) | Grabhügel mit Bestattungen der Hallstattzeit. | D-1-8033-0102 |      |
| Traubing (Standort) | Villa rustica der römischen Kaiserzeit. | D-1-8033-0147 |      |
| Traubing (Standort) | Grabhügel mit Bestattungen der Bronzezeit und der Hallstattzeit.                                                                                            | D-1-8033-0148 |      |
| Traubing (Standort) | Untertägige spätmittelalterliche und frühneuzeitliche Befunde im Bereich der katholischen Pfarrkirche St. Mariä Geburt in Traubing und ihres Vorgängerbaus. | D-1-8033-0182 |      |
| Traubing (Standort) | Abgegangene Wallfahrtskapelle des späten Mittelalters und der frühen Neuzeit (Hl. Kreuz bei Traubing).                                                      | D-1-8033-0191 |      |

### Bodendenkmäler in der Gemarkung Tutzing
| Lage               | Objekt | Akten-Nr.     | Bild |
| ------------------ | --- | ------------- | ---- |
| Tutzing (Standort) | Körpergräber des frühen Mittelalters. | D-1-8033-0093 |      |
| Tutzing (Standort) | Körpergräber vor- und frühgeschichtlicher Zeitstellung. | D-1-8033-0096 |      |
| Tutzing (Standort) | Körpergräber des frühen Mittelalters. | D-1-8033-0113 |      |
| Tutzing (Standort) | Grabhügel mit Bestattungen der Hallstattzeit und Nachbestattungen der römischen Kaiserzeit.                                                                                      | D-1-8033-0142 |      |
| Tutzing (Standort) | Untertägige spätmittelalterliche und frühneuzeitliche Befunde im Bereich der katholischen Pfarrkirche St. Peter und Paul in Tutzing und ihres Vorgängerbaus.                     | D-1-8033-0189 |      |
| Tutzing (Standort) | Untertägige spätmittelalterliche und frühneuzeitliche Befunde im Bereich von Schloss Tutzing und seiner Vorgängerbauten mit Wirtschaftshof und ehemalige barocken Gartenanlagen. | D-1-8033-0192 |      |
| Tutzing (Standort) | Untertägige mittelalterliche und frühneuzeitliche Befunde im Bereich der katholischen Filialkirche St. Martin in Monatshausen.                                                   | D-1-8033-0203 |      |
| Tutzing (Standort) | Untertägige spätmittelalterliche und frühneuzeitliche Befunde im Bereich der katholischen Filialkirche St. Nikolaus in Oberzeismering.                                           | D-1-8033-0204 |      |
| Tutzing (Standort) | Dorfwüstung des späten Mittelalters und der frühen Neuzeit (Oberzeismering). | D-1-8033-0205 |      |
| Tutzing (Standort) | Grabhügel vorgeschichtlicher Zeitstellung. | D-1-8133-0003 |      |
| Tutzing (Standort) | Untertägige spätmittelalterliche und frühneuzeitliche Befunde im Bereich der katholischen Filialkirche St. Margareth in Diemendorf und ihres Vorgängerbaus.                      | D-1-8133-0051 |      |
| Tutzing (Standort) | Untertägige mittelalterliche und frühneuzeitliche Befunde im Bereich von Schloss Rößlberg und seiner Vorgängerbauten mit zugehörigem Wirtschaftshof.                             | D-1-8133-0066 |      |